# ترنس اوهارا
ترنس اوهارا (انگلیسی: Terrence O'Hara؛ زادهٔ ۱ ژانویه ۲۰۰۰) یک هنرپیشه، و کارگردان اهل ایالات متحده آمریکا است.